# Épsilon Reticuli
Épsilon Reticuli (ε Ret / HD 27442 / HR 1355) es una estrella situada en la constelación de Reticulum. Con magnitud aparente +4,44, es la tercera estrella más brillante en su constelación, sólo superada por α Reticuli y β Reticuli. En 2000 se anunció el descubrimiento de un planeta extrasolar orbitando alrededor de esta estrella.
Épsilon Reticuli es una subgigante naranja de tipo espectral K2IVa con una temperatura superficial de 4750 K. Con un radio 6,6 veces más grande que el radio solar, brilla con una luminosidad 8,6 veces mayor que la del Sol.
Su metalicidad, dato estrechamente relacionado con la presencia de sistemas planetarios, es mayor que la solar; algunas fuentes señalan una abundancia relativa de hierro 2,6 veces mayor que la del Sol, mientras que otras fuentes reducen esta cifra a 1,7 veces el valor solar.
Tiene una masa de 1,5 masas solares y parece ser una estrella antigua de 6600 millones de años de edad.
Épsilon Reticuli forma un sistema binario con una acompañante visualmente a 13 segundos de arco, lo que corresponde a una separación proyectada de 251 UA entre las dos componentes. Su fotometría en el espectro visible e infrarrojo cercano no es compatible con una estrella de la secuencia principal, por lo que se piensa que puede ser una enana blanca. Tiene una masa mínima equivalente al 60% de la masa solar.
El sistema se encuentra a 59 años luz del sistema solar.

## Sistema planetario
El planeta extrasolar descubierto, denominado Épsilon Reticuli b o HD 27442 b, orbita alrededor de la subgigante naranja. Con una masa mínima 1,28 veces mayor que la masa de Júpiter, se mueve a lo largo de una órbita a 1,18 UA de la estrella. Su período orbital es de 424 días.
| Acompañante (En orden desde la estrella) | Masa (MJ) | Período orbital (días) | Semieje mayor (UA) | Excentricidad |
| ---------------------------------------- | --------- | ---------------------- | ------------------ | ------------- |
| Épsilon Reticuli b                       | > 1,28    | 423,8                  | 1,18               | 0,07          |